# Похвістнєвський завод технічного вуглецю
Похвістнєвський завод технічного вуглецю (Похвістнєвські сажеві заводи) – колишнє підприємство хімічної промисловості, майданчик якого знаходився у Самарській області Росії.
Сажовий завод, будівництво якого почалось в 1944 році, мав використовувати ресурс супутнього нафтового газу, який отримували під час розробки родовищ в районі Похвістнєво. Підприємство використовувало канальні печі для спалювання вуглеводневої сировини, при цьому основне обладнання доправили з бакинських сажових заводів. Раніше воно використовувалось у Майкопі і, таки чином, двічі пройшло через етап демонтажу, що не могло не позначитись на технічному стані.
Похвістнєвський майданчик почав роботу в 1947 році, а після запуску в 1951-му другої черги вийшов на річну потужність у 3,6 тисячі тон.
Технологія та поганий стан обладнання Похвістнєвського заводу призводили до великого обсягу шкідливих викидів і в 1971 році майданчик закрили. Можливо відзначити, що на той час в Самарській області вже почав роботу новий завод технічного вуглецю у Сизрані.